# 沈文鳳
沈文鳳，是中國清朝官員，於1780年擔任南投縣丞，主要從事南投之管理事務，品等約為七品以下。
| 前任： 周豐 | 南投縣丞 1780年上任 | 繼任： 張士榕 |